# Верите, Самуил Маркович
Самуи́л Ма́ркович Вери́те (в публикациях: идиш ס. װעריטע‎ — С. Вери́тэ, настоящая фамилия — Варе́тэ; 10 января 1901, Домбровены, Сорокский уезд, Бессарабская губерния — после 1977) — еврейский советский писатель, публицист, журналист, переводчик.

## Биография
Родился в еврейской земледельческой колонии Домбровены, в семье табаководов. Учился в гимназии. Подростком переехал в Одессу, где увлёкся театром, учился в русской драматической студии, затем присоединился к труппе Переца Гиршбейна, игравшей на идише. Позднее играл в различных театральных труппах, а также выступал на эстраде с чтением произведений Шолом-Алейхема и И.-Л. Переца. В 1920 году окончил румынскую гимназию в Яссах.
В 1922 году вступил в комсомол, участвовал в атеистическом движении, выступал в еврейской прессе с антирелигиозными публикациями. В 1923 году нелегально перебрался через Днестр, по которому проходила граница с Румынией. Окончил Институт политического образования в Харькове и был направлен Наркомпросом в Кременчуг, где заведовал клубом и начал публиковаться в прессе (в 1924 году опубликовал серию заметок о Бессарабии в центральной газете «Дер Эмес», в том же году в харьковской газете «Дер штерн» — цикл очерков из еврейской жизни в Кишинёве). В 1929 году вошёл в редколлегию харьковской газеты «Дер штерн». Жил в Одессе (1933—1935, спецкорреспондент газеты «Одесер арбетер»), Киеве и Москве. В 1936—1939 годах был секретарём редакции газеты «Кременчугер арбетер» (кременчугский рабочий). Последние предвоенные годы провёл в Новозлатопольском еврейском национальном районе (Новозлатополь, Запорожская область).
Статьи и репортажи С. Веритэ публиковались в молодёжном журнале «Юнгвалд» (Поросль), московских газетах «Дер Эмес» (Правда) и «Эйникайт» (Единство); художественная проза — в минских журналах «Штерн» (Звезда) и «Октябер» (Октябрь), а также в других периодических изданиях СССР на идише. Отдельными изданиями выходили его публицистические и пропагандистские работы «Унтер дер бояришер хершафт» (Под боярским игом, 1930) о положении сельскохозяйственных рабочих в оккупированной Бессарабии, «Мир, кригерише апикорсим» (Мы, воинствующие безбожники: антирелигиозные беседы, 1932). Опубликовал две книги рассказов — «Бесарабер эрд» (Бессарабская земля, 1941) из жизни табаководов в сельскохозяйственных колониях Бессарабии, и «Вен ди эрд хот гебрент» (Когда земля пылала, 1946) о Холокосте в Молдавии. Его рассказы также вошли в антологию «Хеймланд» (Родина, Москва, 1943). Писал также пьесы.
Перевёл на идиш несколько сборников материалов ВКП(б), в том числе «Семнадцатая конференция» (с Х. Футманом и Я. Шапиро, Харьков — Киев, 1932, 208 страниц). Несколько рассказов С. Веритэ были переизданы в 1949 году в журнале «Най-Лебн» («Ди брохе фун дер эрд» — благословение земли и «Бройт» — хлеб). В годы Великой Отечественной войны служил рядовым в действующей армии; в марте 1944 года направлен на оборонный завод «Армолит 774» (миномётстрой).
Как следует из письма С. Веритэ израильскому литературоведу Хонэ Шмеруку, в 1977 году писатель жил в Запорожье. Дальнейшая судьба неизвестна.

## Книги
- אונטער דער באָיאַרישער הערשאַפֿט (унтер дер бояришер хершафт — под боярским игом). — Х.: Укргосиздат, 1930. — 51 с.[6]
- מיר, קריגערישע אַפּיקורסים: אַנטירעליגיִעזע שמועסן (мир, кригерише апикорсим: антирелигиезе шмуесн — мы, воинствующие безбожники: антирелигиозные беседы). — Киев—Х.: Государственное издательство литературы национальных меньшинств при ВУЦИК, 1932. — 73 с.[7]
- С. Верите, М. Лейпцигер. Правожительство: комедия в 1-м действии по Шолом-Алейхему. Перевод с еврейского под редакцией Д. И. Волкенштейна. Киев: Центральный дом народного творчества УССР, 1939.
- בעסאַראַבער ערד (бесарабер эрд — бессарабская земля). — Киев: Украинское государственное издательство литературы национальных меньшинств, 1941. — 58 с.
- װען די ערד האָט געברענט (вен ди эрд хот гебрент — земля в огне). — М.: ОГИЗ «Дер эмес», 1946. — 70 с.[8][9]